# Nikola Radin
Nikola Radin (Kotor, 26. maj 1970) srpski je pisac, terapeut, podkaster i jedan od pionira delfino terapije u svetu.

## Biografija
Nikola Radin rođen je u Kotoru, Crna Gora gde je njegov otac dr Ljubomir Radin radio kao neuropsihijatar sve do 1974, kada se porodica vratila u Novi Sad gde je Nikola završio osnovnu i srednju školu i upisao studije koje je prenuo zbog rata u SFRJ i iselio se prvo u Brazil. Nakon dve godine se vratio u Evropu u Beč. Od 1997. je studirao filmsku režiju i produkciju na njujorškoj filmskoj akademiji NYFA. Njegov prvi dokumentarni film About a Rainy day iz 2004. prikazan je na mnogim festivalima dokumentarnog filma. Uporedo se bavio raznim vrstama terapije, radeći uglavnom sa sportistima i decom ometenom u razvoju. Upoznao je delfinsku terapiju na Floridi i postao je jedan od članova tima u Ki Largu. Njegov prvi roman Dah delfina inspirisan je upravo radom sa delfinima i decom sa posebnim potrebama. Objavljen je na srpskom jeziku 2013. i engleskom 2018. godine. Roman o Vuku i Čoveku objavio je 2018. 2024 izašla je takođe još jedna njegova zbirka pripovetki pod nazivom Priče od peska. Njegova dela svrstavaju se u kategoriju postmodernizma ili magičnog realizma.
Delfinskom terapijom bavi se i danas na potezu od Turske do Floride. Jedini je srpski delfinoterapeut i jedini na prostorima bivše Jugoslavije. U Srbiji je veoma poznat i kao autor podkasta Nikola Radin Podcast. Živi i radi na potezu Beča do Novog Sada kao terapeut i autor. A njegov podkast emituje se iz studija u Beogradu

## Dela
- Dah delfina (Mostart 2013) roman
- Samo odlasci (SKCNS 2015) zbirka kratkih priča i novela
- O Vuku i čoveku (Prometej 2018) roman
- Dolphin called Clown (Prometej 2018) prevod romana Dah delfina na engleski
- Priče od peska (Tiski cvet 2024.)

## Spoljašnje veze
- Zvanični veb-sajt